# Chultun

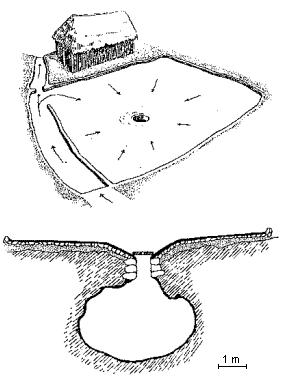
Chultun structuur en werking

Een chultun of chultunob is een historische constructie van de Maya's op het Mexicaanse schiereiland Yucatán om water te verzamelen en op te slaan.

## Locaties
Chultuns lagen meestal naast landelijke hutten en werden aangelegd in gebieden waar er geen cenotes of andere bronnen voorhanden waren. Men vindt ze terug in de regio Puuc in het noorden van Yucatán en het Guatemalteekse departement Petén.

## Bouw

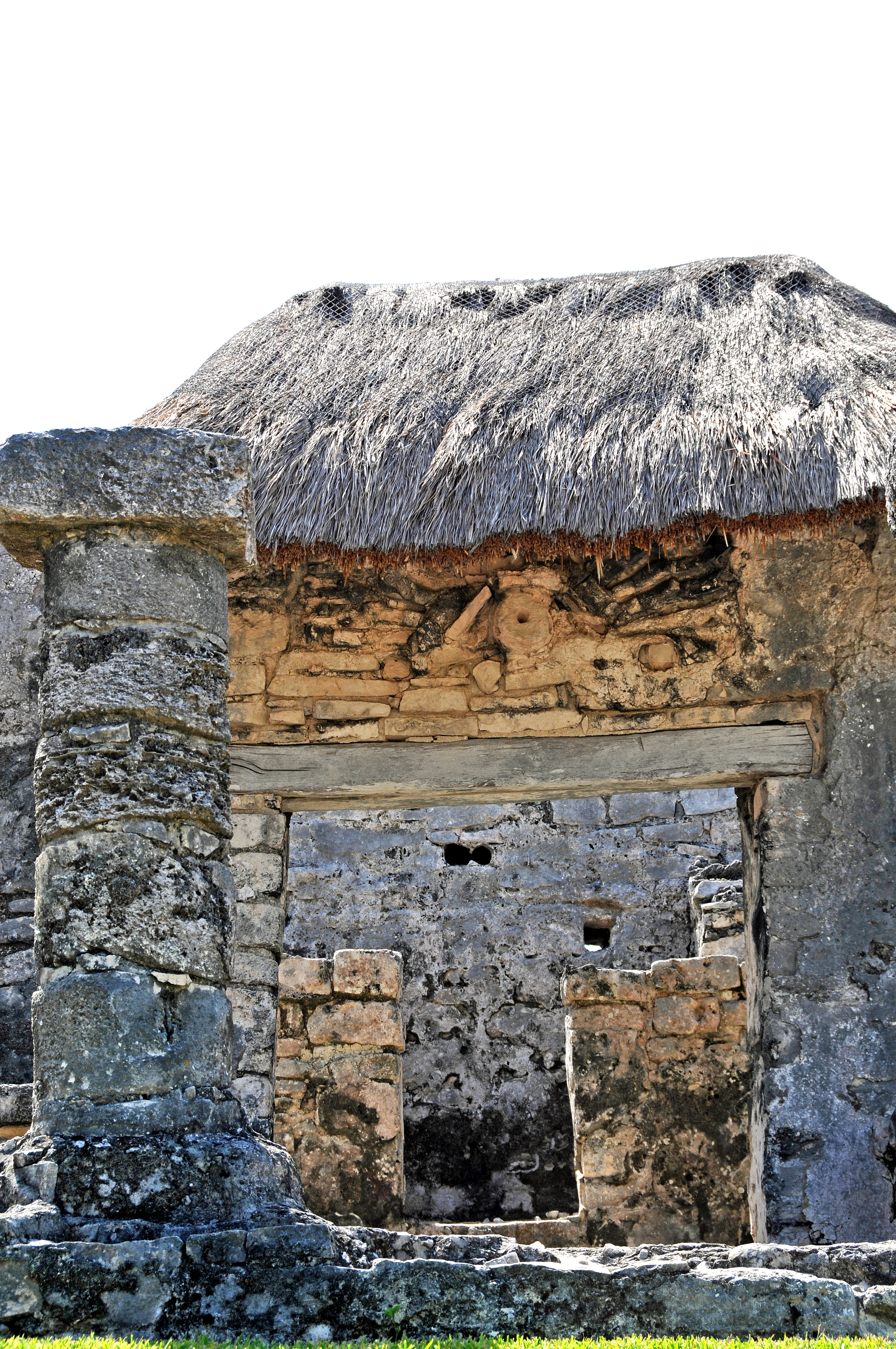
Huis van de chultun

Ze hebben verschillende vormen en volumes en bestaan uit een trechtervormige oppervlak dat het regenwater naar de centrale opening laat stromen en een uitgegraven fles- of schoenvormige put die bezet is met een waterbestendige laag stuka of klei. De grootste hadden een inhoud tot 25.000 liter.
Rond de opening konden stenen als filter en een deksel liggen. In sommige gevallen zoals bij 'Het huis van de chultun' stond er een gebouw over.

## Functie
De chultuns konden dienen als opslag voor bevloeiings- en drinkwater, maar ook als koelruimte. Net als andere soorten waterputten bevatten ze regelmatig oude gebruiksvoorwerpen en restanten. In sommige gevallen, vermoedelijk aan het einde van hun gebruiksleven, werden ze aangetroffen als gevulde afvalputten.